# Rimi
Rimi (nep. रिमी) – gaun wikas samiti w zachodniej części Nepalu w strefie Karnali w dystrykcie Dolpa. Według nepalskiego spisu powszechnego z 2001 roku liczył on 206 gospodarstw domowych i 1148 mieszkańców (565 kobiet i 584 mężczyzn).